# Anthony Elanga
Anthony David Junior Elanga (Malmö, 27 de abril de 2002) es un futbolista sueco que juega en la demarcación de delantero en el Newcastle United F. C. de la Premier League de Inglaterra.

## Trayectoria
Tras formarse en las filas inferiores del IF Elfsborg y del Malmö FF, finalmente se unió al Manchester United. Hizo su debut con el primer equipo en la temporada 2020-21 el 11 de mayo de 2021 en un encuentro de la Premier League contra el Leicester City F. C. tras sustituir a Marcus Rashford en el minuto 66 en un encuentro que perdió el Manchester United por 1-2.
Disputó 55 partidos con el conjunto mancuniano antes de marcharse traspasado en julio de 2023 al Nottingham Forest F. C., equipo con el que firmó hasta 2028. En su segunda campaña logró seis goles y dio once asistencias en la Premier League, ayudando al equipo a conseguir la clasificación para competiciones europeas.
El 11 de julio de 2025 fichó por el Newcastle United F. C. con un contrato de larga duración.

## Selección nacional
El 24 de marzo de 2022 debutó con la selección de Suecia en el partido del playoff de clasificación para el Mundial 2022 ante República Checa que los suecos vencieron por la mínima gracias a un gol de Robin Quaison en la prórroga.

## Estadísticas

### Clubes
Actualizado al último partido disputado el 25 de mayo de 2025.
| Manchester United F. C. Inglaterra | 1.ª           | 2020-21       | 2   | 1  | 0  | 0 | 0 | 0 | 2   | 1  |
| Manchester United F. C. Inglaterra | 1.ª           | 2021-22       | 21  | 2  | 3  | 0 | 3 | 1 | 27  | 3  |
| Manchester United F. C. Inglaterra | 1.ª           | 2022-23       | 16  | 0  | 5  | 0 | 5 | 0 | 26  | 0  |
| Manchester United F. C. Inglaterra | Total club    | Total club    | 39  | 3  | 8  | 0 | 8 | 1 | 55  | 4  |
| Nottingham Forest F. C. Inglaterra | 1.ª           | 2023-24       | 36  | 5  | 3  | 0 | — | — | 39  | 5  |
| Nottingham Forest F. C. Inglaterra | 1.ª           | 2024-25       | 38  | 6  | 5  | 0 | — | — | 43  | 6  |
| Nottingham Forest F. C. Inglaterra | Total club    | Total club    | 74  | 11 | 8  | 0 | 0 | 0 | 82  | 11 |
| Newcastle United F. C. Inglaterra | 1.ª           | 2025-26       | 0   | 0  | 0  | 0 | 0 | 0 | 0   | 0  |
| Newcastle United F. C. Inglaterra | Total club    | Total club    | 0   | 0  | 0  | 0 | 0 | 0 | 0   | 0  |
| Total carrera | Total carrera | Total carrera | 113 | 14 | 16 | 0 | 8 | 1 | 137 | 15 |
| (1) Incluye datos de FA Cup y Copa de la Liga de Inglaterra. (2) Incluye datos de Liga de Campeones de la UEFA y Liga Europa de la UEFA. |               |               |     |    |    |   |   |   |     |    |

## Palmarés

### Títulos nacionales
| Título          | Club                    | País       | Año  |
| --------------- | ----------------------- | ---------- | ---- |
| Copa de la Liga | Manchester United F. C. | Inglaterra | 2023 |